# Valiant (czołg)
Tank, Infantry, Valiant (A38) – brytyjski prototypowy czołg piechoty z okresu II wojny światowej.
Pojazd został opracowany na bazie czołgu Valentine z myślą o stworzeniu silnie opancerzonego czołgu, charakteryzującego się jednocześnie możliwie niewielką masą. W 1944 roku zbudowano jeden prototyp, który podczas testów okazał się bardzo niewygodny i niebezpieczny dla kierowcy. Wkrótce potem zaniechano dalszych prac nad projektem.